# Брезник (Чрномель)
Брезник (словен. Breznik) — поселення в общині Чрномель, Південно-Східна Словенія, Словенія. Висота над рівнем моря: 156,2 м.